# Brede Mette
Brede Mette ("Bræ'e Mæt") er et kortspil,  af fynsk oprindelse, som kan spilles af mindst 2 spillere, men spillet bliver sjovere hvis man er mindst 3 eller flere.
Brede Mette minder om det nordjyske stikspil Rakker.

## Forberedelse
Jokerne sorteres fra. Kortene blandes og hver spiller får 3 kort hver. 
Det øverste kort vendes med billedsiden opad og lægges ved siden af bunken som indeholder resten af kortene liggende med bagsiden opad. 
Kortet som nu ligger med billedesiden opad er "trumf-kuløren", dette gælder gennem hele spillet. Trumferne kan stikke alle de andre kort undtagen 'ruder dame'.
Værdi af kort:
Es er højest, 2 er lavest. Det højeste kort er Es i trumf-kuløren. Ruder dame kan ikke stikke/stikkes, kun sendes videre eller tages op på hånden.

Spillets turnus:
Spiller 1 (f.eks. den til venstre for den som har blandet og delt ud), starter ved at lægge et eller flere kort som deler værdi ned på bordet (K , K).
Hvis nogle af de resterende spillere (f.eks. spiller 3,4,..x) også har et kort med værdi K, må de, hvis de kan nå det inden spiller 2 har stukket kortene, lægge dette/disse til. Nu skal spiller 2 enten stikke de kort som ligger på bordet en ad gangen (i dette tilfælde hjerter 5 og klør 5), eller hvis spiller 2 har et kort med værdi K (f.eks. ruder 5), kan spiller 2 også sende bunken med de nu 3 kort tilbage til spiller 1, eller alternativt vælge at stikke nu alle 3 kort selv (hvis spiller 2 f.eks. gerne vil af med flere kort). Hvis spille 2 ikke kan nogen af delene, må spilleren tage kortet/kortene op på hånden og turen går videre til den næste spiller. Hver gang man har under tre kort på hånden skal man trække kort op til man igen har tre. Dette gøres umiddelbart efter man er nået under de 3 kort (dvs. ofte flere gange under ens tur). Hvis man ikke kan stikke alle kortene skal man tage de resterende op på hånden. 

Bytte kort:
Hvis f.eks. spiller 1 lægger 2 damer på bordet og spiller 2 sidder med to trumfkort eller f.eks. (i dette tilfælde) 2 konger af samme kulør, kan spiller 2 starte med at lægge de 2 trumfkort oven på kongerne, trække 2 kort op (hvis spiller 2 er nået under 3 kort på hånden) og hvis spiller 2 f.eks. har trukket kort op som ikke er trumfer, eller kort i samme kulør som kongerne men med højere værdi (f.eks. 2 es'er), vælge at bruge disse til at stikke kongerne med i stedet, og tage sine gode trumfer op på hånden igen. 

At stikke et/flere kort:
At stikke et/flere kort, vil sige at man enten har et kort med værdi større end K eller har en hvilken som helt trumf (dog hvis spiller 1 har spillet et trumfkort ud skal, denne stikkes med et trumfkort af højere værdi – på nedestående billedeksempel er kuløren 'spar' trumf) 

Brede Mette:
Brede Mette er ruder dame ("rutter dam"). Denne kan ikke stikke og ikke stikkes, men dog godt sendes videre. Den som sidder med dette kort til sidst er 'bredde mette' og har tabt spillet.